# Groß Nordende
Groß Nordende er en by og en kommune i det nordlige Tyskland, beliggende i Amt Moorrege under Kreis Pinneberg. Kreis Pinneberg ligger i den sydlige del af delstaten Slesvig-Holsten.

## Geografi
Groß Nordende ligger ved udkanten af Seestermüher Marsch der er en del af Elbmarsken, ved Bundesstraße B 431 nord for Uetersen. Nabokommuner er Uetersen, Neuendeich, Seester, Klein Nordende og Heidgraben.